# Al-Mukarram Ahmad
al-Mukarram Ahmad (arabisch أحمد المكرم بن علي, DMG Aḥmad al-Mukarram b. ʿAlī; geboren 1049; gestorben 1086) war der Sohn des Dynastie-Begründers der Sulaihiden, Alī bin Muḥammad al-Ṣulayḥī.
Die Herrschaftszeit dieser fatimidischen Dynastie ging von Sanaa aus. Der Sultan heiratete 1069 die zweite große weibliche Herrscherin Arwa bint Ahmad, mit der er vier Kinder zeugte. Arwa bint Ahmad herrschte ab dem Zeitpunkt der Geschäftsübergabe durch ihren Mann im Jahre 1086. Sie verlegte den Herrschaftssitz von Sanaa nach Dschibla, von wo aus eine zweite glanzvolle Sulaihiden-Epoche ausgetragen werden konnte.
Die Regierungszeit al-Mukarram Ahmads war durch Verteidigungshandlungen um die Territorien in und um Sanaa gegen die Nadschahiden geprägt sowie die zwischenzeitlich verloren gegangenen Regionen Ḥarāz und Tihama. Es gelang ihm, seine Mutter aus den Händen der Nadschahiden zu befreien, die 1080 oder 1081 mit der Ermordung seines Vaters in deren Gefangenschaft geriet. Nach der Befreiung stellte sich sein Machtumfeld wieder erfolgreich gegen die Nadschahiden.